# Карстен Занітер
Карстен Занітер (нім. Karsten Saniter; нар. 1 січня 1965) — колишній західнонімецький тенісист.
Найвищу одиночну позицію світового рейтингу — 534 місце досяг 28 липня 1986, парну — 242 місце — 3 серпня 1987 року.

## Титули ATP Челленджер

### Парний розряд: (1)
| Ранг | Дата     | Турнір                                              | Покриття | Партнер         | Суперники             | Рахунок       |
| ---- | -------- | --------------------------------------------------- | -------- | --------------- | --------------------- | ------------- |
| 1.   | Лип 1987 | Travemünde Challenger Травемюнде, Західна Німеччина | Ґрунт    | Александр Мронц | Ніклас Крон Матс Улен | 6–7, 7–6, 6–4 |